# Clara Quirós
Clara María de Jesús Quirós (nacida como Clara del Carmen Quirós López, el 12 de agosto de 1857 en la ciudad de San Miguel, El Salvador - fallecida el 8 de diciembre de 1928 en la ciudad de Nueva San Salvador –hoy Santa Tecla–, El Salvador), conocida por las religiosas de su comunidad como Madre Clarita, fue una religiosa católica salvadoreña, fundadora de las Carmelitas de San José. Actualmente la Arquidiócesis de San Salvador, junto a las hermanas de su congregación, impulsan su beatificación ante la Congregación para la causa de los santos, entidad que determinó que no había impedimento para proseguir con el proceso, por lo que se le otorgó el título de Sierva de Dios.

## Biografía
Nació el 12 de agosto de 1857 en la ciudad de San Miguel, en el oriental departamento del mismo nombre, en El Salvador. Siendo sus padres Daniel Quirós López y Carmen López. Ellos le colocaron al nacer el nombre de Clara del Carmen. Cuando Clara Quirós tenía solo un año de nacida, sus progenitores decidieron divorciarse. Es entonces llevada, junto a su madre, a la ciudad de Santa Tecla. Cabe resaltar que en la década 1850, Santa Tecla estaba recién fundada con el nombre oficial de Nueva San Salvador, ya que su propósito era trasladar ahí los tres poderes de El Salvador y, así, convertirla en la nueva capital de la república. Sin embargo, este propósito no se logró y la capitalidad salvadoreña regreso a su histórica localidad, la "vieja" San Salvador. No obstante, por estar rodeada de fincas cafetaleras, el principal producto de exportación de El Salvador durante la segunda mitad del siglo XIX hasta la década de 1970, aquel hecho no impidió que la ahora Santa Tecla tuviera un notable desarrollo económico y urbanístico. Clara Quirós viviría en la referida localidad hasta su muerte. A la edad de 15 años, Clara Quirós contraería matrimonio con el costarricense Félix Alfredo Alvarado, en el año de 1872. Esto a petición de su madre. Con él procrearía seis hijos, pero al nacer el sexto descendiente, el matrimonio queda irremediablemente roto.
A raíz de la separación con su cónyuge, Clara Quirós iniciaría una vida más de cerca a la Iglesia católica. En 1873 se hace miembro de la Cofradía del Carmen en Nueva San Salvador. Hacia 1887 toma el hábito de la Tercera Orden del Carmen, adoptando entonces el nombre de Clara María de Jesús. Comienza a trabajar en obras de caridad principalmente con niñas pobres y huérfanas en un local del Convento Belén en Nueva San Salvador, ahora el Colegio Belén en Santa Tecla. Ese local le había sido proporcionado por Antonio Adolfo Pérez y Aguilar, Obispo de San Salvador y, a partir del 13 de febrero de 1913, Arzobispo de San Salvador. El 14 de octubre de 1916 funda la Congregación de Carmelitas de San José. Esta congregación se ha extendido actualmente a catorce países de América, Europa y África. A partir de entonces, las neófitas de su congregación, por haber sido ella la fundadora, comenzarían a llamarle simplemente como madre Clarita.
Clara Quirós encontró su muerte un 8 de diciembre de 1928 en la ciudad de Nueva San Salvador (hoy Santa Tecla), a la edad de 71 años. Sus restos fueron inhumados en la capilla del Colegio Belén, lugar en donde había realizado gran parte de su obra.
La memoria colectiva de Santa Tecla reivindica su figura como insigne y, por lo mismo, la alcaldía municipal de esa ciudad le erigió un monumento en su honor en el Parque Daniel Hernández.

## Proceso de beatificación
Las hermanas de su congregación consideraron abrirle una causa de beatificación a Clara Quirós. Para ello se inició la fase diocesana de la misma el 4 de noviembre de 2004. Este fue el segundo proceso de beatificación abierto por la Arquidiócesis de San Salvador, tras el de san Óscar Arnulfo Romero y anterior a la del padre Rutilio Grande, que constituye la tercera causa y hasta ahora la última de esta arquidiócesis. La Congregación para las Causas de los Santos en la Ciudad del Vaticano dio su visto bueno y le otorgó a la religiosa el título de Sierva de Dios. Ante esto, Clara Quirós es, a la fecha, la primera y única mujer salvadoreña con posibilidad de subir a los altares.